# Fritz Oehlinger
Fritz Oehlinger, uváděn též jako Friedrich Öhlinger (23. srpna 1878 Andorf – 8. října 1957 Vöcklabruck), byl československý politik německé národnosti a meziválečný poslanec Národního shromáždění za Německou křesťansko sociální stranou lidovou.

## Biografie
Vystudoval lékařství a ekonomii na Universität Innsbruck. Už počátkem 20. století se angažoval v rakouské Křesťansko sociální straně . Od roku 1911 působil ve Varnsdorfu, později v Trutnově. Po vzniku ČSR byl krajským stranickým tajemníkem Německé křesťansko sociální strany lidové pro východní Čechy. V rámci strany patřil k aktivistickému křídlu, nakloněnému spolupráci s československým státem.
V parlamentních volbách v roce 1925 získal poslanecké křeslo v Národním shromáždění. Mandát obhájil v parlamentních volbách v roce 1929.
Podle údajů k roku 1929 byl profesí soukromým úředníkem z Teplic-Šanova. Po válce byl vysídlen. Usadil se v Rakousku.